# Grad Stahleck
Grad Stahleck (nemško Burg Stahleck) je utrjen grad ostrog iz 12. stoletja, ki stoji v zgornji srednji dolini reke Ren pri Bacharachu, Porenje - Pfalška, Nemčija. Stoji na pečini na nadmorski višini približno 160 metrov, na levem bregu reke na ustju doline Steeg, približno 50 km južno od Koblenza in nadzira pogled na dolino Lorelei. Njegovo ime pomeni »nepremagljiv grad na pečini«, iz srednje visoke nemške besede stahel (jeklo) in ecke (tukaj: pečina). Ima z vodo napolnjen delni jarek, redkost v Nemčiji. Zgrajen je bil na ukaz nadškofa iz Kölna in je bil uničena v poznem 17. stoletju, vendar obnovljena v 20. in je zdaj hostel. 
Kot del sistema Zgornja srednja dolina Rena je od leta 2002 na Unescovem seznamu svetovne dediščine. Zaradi pomena, še posebej dragocene zgodovinske zgradbe je grad Stahleck od leta 1989 zaščiten v skladu z ureditvami iz Haaške konvencije (Haager Konvention zum Schutz von Kulturgut bei bewaffneten Konflikten - Haaška konvencija o varstvu kulturnih dobrin v primeru oboroženega spopada).

## Zgodovina

### Začetki
Od približno leta 1000 je bil Bacharach domnevajo, posest nadškofje iz Kölna. Zgradili so grad, morda kot južno postojanko za zaščito oddaljenih delov nadškofije, tukaj je prebival njihov vogt (glavar, upravnik). Ni jasno, ali je bil ta grad zgrajen kot nadomestitev starejše utrdbe morda iz okoli 1135.  To je bil prvi velik grad severno od Bingena in Rüdesheima.
»Gozwin von Stalecke« se prvič omenja v listinah leta 1120/21. To je bil Goswin von Falkenburg, ki je naveden tudi v latinskem prevodu Cozwinus de Staelechae iz leta 1135 iz in je bil prvi potrjen imetnik gradu v fevd. Bil je član pomembne frankovske družine in je dobil v posest grad preko poroke z Luitgard von Hengebach, vdovo Heinricha I. Katzenelnbogena, ki je umrl leta 1102. Od takrat naprej se je sam klical Goswin von Stahleck

### Sedež Pfalških grofov ob Renu
Leta 1125 se je Goswinov sin Hermann poročil z Gertrudo Švabsko, sestro kralja Konrada III.. Po prejemu gradu Stahleck v fevd od svojega brata leta 1140, je leta 1140 dobil poleg še grofijo Pfalz ob Renu. To ga je naredilo za enega izmed največjih gospodov Svetega rimskega cesarstva in regije Štirih dolin, ki je bila sestavljena iz naselij Bacharach, Steeg (zdaj del Bacharacha), Diebach in Manubach z gradovi Stahleck, Fürstenberg in Stahlberg. Stahleck je bil središče moči, kar je kasneje postalo Porenje, ozemlje Pfalških grofov. Bacharach se je razvil v trgovalno mesto, med drugim tudi za trgovino z vinom in grad je pobiral dajatve. Ko je šel Konrad na drugo križarsko vojno, je bil Hermann njegov regent.
Po Hermanovi smrti v letu 1156, je cesar Friderik I. Barbarossa podelil naziv Pfalškega grofa njegovemu polbratu Konradu Hohenstaufenu. Po smrti svojega preostalega sina v 1189, je bila edini Konradov dedič njegova hči Agnes. Da bi grad in naslov ostala v družini, je tega leta kralj Henrik VI. oddal v fevd iz osebnega v dednega. V prihodnosti bo to privedlo do ponavljajočih se konfliktov med Pfalškimi grofi in nadškofi iz Kölna, saj je bil Stahleck posest volilnega nadškofa in kralj tega maj me bi mogel spremeniti.
Bila je očetova želja da se Agnes poroči s kraljem Filipom II., ampak ko je bil Konrad odsoten v januarju ali februarju 1194, se je na skrivaj poročila s Henrikom starejšim Braunschweigom, sinom svojega sovražnika Welfa, vojvoda Henrik Lev, s katerim je bila že prej zaročena ; zakon je potrdil Johann I. nadškof Trierja, in je bil znan kot Stahleckov zakon ali Bacharachov zakon.  Po Konradovi smrti ga je Henrik nasledil kot Pfalški grof in tako prišel v posest gradu. Leta 1212 se je odpovedal naslovu in pravicam, povezanimi z njim v korist svojega sina Henrika mlajši. Ko je slednji leta 1214 umrl mlad in brez otrok, je njegova mlajša sestra Agnes podedovala Stahleck. Preostanek grofije je vrnila kroni, ki jo je nato podelila bavarskemu vojvodi Ludviku I.  Wittelsbachu.

### Lastništvo Wittelsbachov
Da bi si zagotovil v posest tudi grad in Bacharach, je Ludvik I. leta 1222 uredil poroko med sinom Ottom in Agnes. Leta 1243, pod Ottom (Otto II.), je bila sklenjena poravnana dolgotrajnega konflikta z nadškofijo iz Kölna in je dobil kot dodatne fevde gradova Fürstenberg in Stahlberg.
Ludvik I. je obdržal svoje primarno prebivališče v Heidelbergu, tako da se je od takrat naprej Stahleck uporabljal le občasno in ga je upravljal grof, ki se je imenoval »Ritter (vitez) von Stahleck«. Od 15. stoletja dalje je bil upravitelj sodni izvršitelji. Kljub temu da grad ni bil več upravno središče Palatinata, so pomembna srečanja plemstva še naprej poteka v 15. stoletju, vključno z izvolitvijo Ludvika IV. kot kralja Nemčije v maju 1314 in poroke cesarja Karla IV. in Ane, edine hčere Rudolfa II., pfalškega grofa, 4. marca 1349. Poleg tega je bil grad v 14. stoletju večkrat zastavljen. V decembru 1314 za kritje stroškov izvolitve, ga je Ludvik IV. zastavil za 58.300 funtov helerjev Janezu Luksemburškemu, češkemu kralju in njegovemu stricu Baldwinu, volilnemu nadškofu iz Trierja. V juliju 1328 so morali predati Stahleck in tudi gradova Stahlberg in Braunshorn kot jamstvo za plačilo globe grofici Loretti Sponheim. Grad je bil pripisan grofu Wilhelmu I. Katzenelnbogen kot regentu, dokler ni bila plačana celotna vsota 11.000 funtov. Grad je bil leta 1346 odprt tudi za vojaško uporabo za Gerlacha iz Nassaua, nadškofa v Mainzu.
Leta 1353 je bil Palatinat razdeljen in grad Stahleck je pripadel Rupertu II., ki ga je kasneje vključil v utrdbo okoli mesta Bacharach. Konec leta 1400 je Rupertov sin, prav tako imenovan Rupert Pfalški, praznoval svojo izvolitev za kralja Nemčije in Rima po odstavitvi kralja Vaclava IV. Luksemburškega. Leta 1408 je Rupert gostil banket za volilne kneze Svetega rimskega cesarstva, po tem pa je Stahleck postopoma izgubil svoj pomen za imperij. Leta 1442 je volilni knez Ludvik IV, palatinski grof, priredil sprejem in volilni banket za kralja Friderika Habsburškega, ko je bil na poti v Aachen, da ga kronajo za cesarja. V 15. in 16. stoletju je postal grad nepomemben.

### Uničenje v 17. stoletju
Po uvedbi topov je bila srednjeveškemu gradu na severovzhodni strani dodana topniška ploščad za pokrivanje dostopne poti, vendar točen datum gradnje ni znan. Kljub temu je bil grad oblegan, osvojen in oplenjen skupno osemkrat v času tridesetletne vojne. 4. oktobra 1620 so grad in mesto Bacharach zavzeli španski vojaki, ki jih vodil Ambrogio Spinola. Španci so se izselili pred protestantskimi Švedi 9. januarja 1632. Grad je bil med obleganjem močno poškodovan. Bakrorez v Topographia Germaniae Matthäusa Meriana iz leta 1646, prikazuje bitko.
V juliju 1635 so cesarske sile pod poveljstvom Matthiasa Gallasa, grofa Campo, uspešno oblegale Stahleck. Štiri leta kasneje, julija 1639 so jih pregnali Saško-Weimarski vojaki, vendar so ga marca 1640 zasedli bavarski vojaki. Ti so ostali le kratek čas in po njihovem umiku so grad in mesto ponovno okupirale Saško-Weimarske. Jeseni 1640, po 14-dnevnem obleganju so ga ponovno zajeli španski vojaki.
V septembru 1644 so grad in mesto po 10-dnevnem obleganju zajeli francoski vojaki; naslednji mesec so jih napadli kölnski vojaki in jih prisilili k umiku v grad s težkimi izgubami. Kölnski poveljnik, Constantin von Nievenheimb, je zato odredil bombardiranje »bolj ali manj porušen« grad . Francoski vojaki so ostali do 24. julij 1650, vendar so morala zapustiti grad v skladu s pogoji iz Vestfalskega miru, ki ga je vrnil v Pfalško in palatinskemu grofu Karlu Ludviku. Leta 1666 je dal grad popraviti in narediti nekaj sprememb: močno je spremenil notranjost palacija in med njim in severnim obzidjem zgradil veliko novo stavbo z zgornjo polleseno etažo. Vpis v kamniti plošči na palas spominja na njegovo obnovo gradu.
Med vojno za Palatinsko nasledstvo je bil grad odločno uničen, tako kot večina utrdb v zgornji srednji dolini Rena. Njegov poveljnik, von Dachenhausen, ga je predal francoskim vojakom 11. oktobra 1688, ki so ga 15. marca 1689 razstrelili.  Eksplozija je popolnoma uničila tako obzidje kot bivalni stolp, stanovanjski objekti so pregoreli v nastalem ognju, ostanki eksplozije so uničili gotsko Wernerjevo kapelo ob vznožju grajskega hriba. Grad je bil tako močno poškodovan, da ni bil obnovljen. S Pogodbo iz Ryswicka iz 1697 so bile ruševine vrnjene na Pfalško, kjer so ostale do razpada grofije ob koncu 18. stoletja.

### Francoski in Pruski lastniki
Po okupaciji delov Palatinata na levem bregu Rena od francoskih revolucionarnih sil v 1794, je leta 1801 Lunévillski mir prinesel uničen grad Francozom. Leta 1804 so ga ponudili v prodajo. Leta 1815 ga je Dunajski kongres prenesel v lasti Kraljevini Prusiji. Leta 1828 ga je pridobil takratni prestolonaslednik Frederick Viljem, da bi ga dal ženi Elizabeti Ludoviki Bavarski, princesa Wittelsbach. V povezavi z njenim obiskom leta 1850, so bili očiščeni veliki deli prevrnjenih zidov , ruševine raztresene čez dvorišče pa so se uporabljale za zasipanje jarka. Vse kar je ostalo so bili zidovi palače na strani dvorišča, obzidje na strani doline Steeg do višine obrambnega hodnika in košček notranjega ali ščitnega zidu.
Ruševine grad so postale znane med romantiki in nacionalisti in so bile pogosto upodobljene v 19. stoletju. Od leta 1907 je Axel Delmar načrtoval dom za umetnike v ruševinah gradu, vendar ga pruska kraljeva družina ni hotela prodati.

### Rekonstrukcija v 20. stoletju
Prvo delo za stabilizacijo in obnovo obzidja in ščitnega zidu se je začelo šele leta 1909, ko so bile ruševine prenesene od pruske krone na Rensko združenje za ohranjanje spomenikov in varstvo krajine (Rheinischer Verein für Denkmalpflege und Landschaftsschutz). Združenje je uspelo povečati finančna sredstva za obnovo z donacijami. Delo je prekinila prva svetovna vojna in grad utrpel nadaljnje vandalizme in propad. Leta 1924 je Richard Blankenhorn, lastnik vile nad gradom, želel ustanoviti podjetje v ruševinah, vendar 5 let do svoje vloge za najem ni bilo odziva.
Zgodaj leta 1925 je bila sprejeta odločitev za gradnjo mladinskega hotela na gradu. Statični načrti so bili narejeni marca istega leta. Združenje je sklenilo pogodbo z arhitektom Ernstom Stahlom za »gradnjo v ruševinah, v duhu starih stavb in uporabo starih zidov, stavbe, ki [bi] se prilegale tudi v pokrajino«.  Financiranje začetnega dela je bilo ocenjeno na 50.000 reichsmarks.
Stahleck je postal prestižni projekt društva. Namen je bil popolnoma obnoviti grad. Stahl je osnoval svoje načrte na zgodovinskih modelih in jih priredil ostalim strukturam, a jih spet spremenil, po stari, prej neznani postavitvi temeljev, ki so se pojavili pri izkopavanjih, ki so se začela v avgustu 1925. Izkopavanja in spremljajoče ponavljajoče izmere so odložile začetek gradnje do poznega poletja 1925. Prva stavba, dolga hiša, je bila mišljena kot dom za fante. V prvem nadstropju, izvedenem kot fachwerk (predalčna lesena gradnja), je bil prostor za upravljavca hostla in spalnico z umivalnico. V pritličju, zgrajenem iz zdrobljenega kamna, je bila kuhinja in dnevna soba, medtem ko se v zgornjem nadstropju, ki ima na dvoriščni strani frčade, nahajajo nadaljnje spalnice in pralni prostor. Oblikovanje se je v čim večji meri držalo uporabe prostora v starem gradu. Stara klet v vzhodnem kotu je bila obnovljena in pokrita z armiranim betonom, kar je ustvarilo razgledno teraso. Nadaljnja izkopavanja so potekala vzporedno z gradbenimi deli, kamen je bil uporabljen kot gradbeni material za obnovo obzidja in temelje bivalnega stolpa.
Uradna predaja hostla je potekala 12.-13. junija 1926, ko je sledila druga gradbena faza od jeseni 1926 do julija 1927, v kateri so bili zgrajeni stanovanjski stolp, z dvema kriloma pod pravim kotom in stolpičem v kotu. Stavba kot dekliški hostel je bila narejena na temeljih dveh fachwerk stavb proti ščitnemu zidu. V pritličju je bila sestavljena iz velike dnevne sobe, v prvem nadstropju velika spalnica, umivalnica in dnevni in spalni prostor za matrone. Nadaljnja spalnica je bila pod enokapno streho, poleg tega pa še 4-posteljna soba znotraj stolpa. Obnova celotnega obzidja in ščitnega zidu je trajala do leta 1927. 
Ko je odprt, je bil hostel skoraj vedno poln, kar je vodilo do težav z oskrbo z vodo. Nezadostna količina vode pogosto privedla do popolne prepovedi pranja. Problem je bil ublažen z novim virom vode na zahodnem pobočju.
Leta 1929 je bil bivalni stolp, z dvema luknjama v njem od eksplozije, končno stabiliziran do višine 3 m. Luknja na vzhodni strani je bila uporabljen kot vhod v stolp. V letu 1929 so bile tudi dnevne sobe preurejene z leseno oblogo v spodnjem delu zidov in freskami. V 1930-31 je bilo obnovljeno pritličje uničene palas, narejena jedilnica, pomivalna soba in stanovanje za upravitelja hostla. Leta 1932 je potekalo delo na čiščenju ruševin iz jarka.

### Pod Nacizmom
Leta 1934 je imel hostel več kot 30.000 prenočitev, a dela na obnovi še niso bila končana. 25. oktobra 1935 je bila obnovljena stavba uradno posvečena v prisotnosti članov Hitler Jugend, Deutsches Jungvolk, Bund Deutscher Mädel (zveza nemških deklet) in tako SA in SS in gauleiterja Gustava Simona.  Stahleck je postal eden od 27 Jugendburgen (mladinskih gradov), ki so se uporabljali za indoktrinacijo najstnikov in mladih odraslih. Med letoma 1937 in v začetku leta 1938 so zgradili stolpiče na ščitnem zidu in nad streho obrambni hodnik. Obisk  Rudolfa Hessa junija 1938 je spodbudil začetek del za dokončanje obnove na bivalnem stolpu, ki je bil še vedno v ruševinah. Načrt je bil, da ga rekonstruirajo do višine 36 m, 7 nadstropij in ga poimenujejo stolp Rudolfa Hessa. Vendar obstoječi temelji niso bi bili sposobni nositi teže, zato so ruševine novembra 1938 podrli in začela dela na povsem novem stolpu na manjšem tlorisu. Delo na tem je bilo prekinjeno zaradi izbruha druge svetovne vojne.
Od leta 1940 do 1942, je grad služil kot vojaška bolnišnica. Poleg tega so se v novembru 1940 začeli študenti, ki so prej študirali na nemških in avstrijskih univerzah, ko se je začela vojna, udeleževati re-izobraževalnih tečajev in na koncu je bil ustanovljen še mladinski prevzgojni tabor. Moški dijaki in študenti iz Esch-sur-Alzette in Echternacha so bili internirani na gradu 4 mesece, kot kazen za protestiranje leta 1942 proti razglasitvi uvedbe obvezne vojaške službe v Luksemburgu in prisilnega vpoklica, povezanega s tem, kot tudi za sodelovanja v splošni stavki, ki je sledila. (Dekleta so bila poslana v hostel v Adenau.) Tiste vojaške starosti so nato poslali na fronto. Na gradu je spominska plošča, država Porenje - Pfalško in mesto Bacharach so organizirali spominsko prireditev, na kateri so govorili sodobne priče. 
V začetku januarja 1943 je bil grad uporabljen kot internacijsko taborišče za nemško mladino, ki ni pokazala zadostne zvestobe stranki, nekateri so iz Stahlecka odšli v koncentracijska taborišča. Od junija 1943 do poletja 1944 je bil v gradu tabor za vojaško usposabljanje za Nemce med 14 in 18 letom.

### Po vojni in danes
Po koncu vojne je bil grad Stahleck najprej uporabljen za začasno bivališče francoskih vojakov, pred vrnitvijo v uporabo kot mladinski hotel v novembru 1947. Ministrstvo za zdravje in dobro počutje Porenje - Pfalško je na gradu odprlo mladinsko šolo vodenja januarja 1948 za usposabljanje bodočih menedžerjev hostlov in osebja, vendar pa je bilo prisiljeno ga zapreti ob koncu istega leta zaradi slabega finančnega položaja države. Hostel sam pa je bil nespremenjen. Leta 1957 je imel grad na voljo 270 postelj in 60 zasilnih prostorov in je bil tako tretji največji hostel v Porenje - Pfalško, za tistim v Koblenzu in Mainzu.
Z začetkom oktobra 1965, je bil začet še en program obnove gradu v okviru vlade, ki je temeljil na načrtih Stahla, ki je umrl leta 1957. To je bila notranja posodobitev in obnovo in nova upravna stavba. Poleg tega je nastala velika terasa na južni strani, ki še ni bila končana iz leta 1966 in prekrita z visoko stožčasto streho. Ceremonial ponovnega odprtja je potekal 20. maj 1967.
Grad je še vedno hostel, ki je zdaj v zakupu organizacije mladinskih hotelov Porenje - Pfalška. Trenutno ponuja 168 postelj in ima približno 42.000 nočitev na leto. Skoraj vedno je zaseden. Leta 1990 so bili objekti nazadnje posodobljeni.

## Arhitektura

### Do 1689
Niz arheoloških izkopavanj med letoma 1925 in 1927 so pokazala številne skrite temelje srednjeveških zgradb na mestu gradu, zato je mogoče rekonstruirati, kaj je bilo tam še preden je bil grad leta 1689 uničen. Glede na dokaze iz srednjega veka, je imel grad Stahleck 3 vhode. En so bila dvojna vrata in dostopna po stopnicah iz doline Rena, in so vodila v majhen, podolgovat cvinger, iz katerega je bil vstop v grad skozi vrata z dvojno zaporo v severnem ščitnem zidu, 8 m od severozahodnega vogala. Nekdanja glavna vrata so bila v zahodnem kotu, na mestu današnjega glavnega vhoda in so bila dostopna bodisi iz severnega cvingerja ali preko dvižnega mostu od skupine gospodarskih poslopij na jugozahodu. Glavna vrata so pripeljala do vrat cvingerja in notranjih vrat, iz katerega je pripeljal ozek prehod na dvorišče. Tretji vhod je bil sestavljen iz majhnih vrat v zunanji steni južnega cvingerja, ki je vzporeden z obzidjem in je imel okrogel stolp v južnem kotu.
Takoj v notranjosti severnega obzidja je bila precej dolga stavba s kamnito stanovanjsko stavbo pritrjeno na njenem severnem koncu. Njeno pritličje je bilo razdeljeno na več manjših prostorov, na južnem koncu je bila lesena predalčna stavba, katere zunanji zid je bil južni obrambni zid. Dve leseni predalčni stavbi sta stali na zahodni strani v zavetju ščitnega zidu, ki je zaščitil grad na strani, kjer je bilo pobočje višje. Stavbe so tako zapirale dolgo, ozko notranje dvorišče, v središču katerega je bil okrogel romanski bergfrid, z zunanjo steno debelo 4 m.
Voda je bila pripeljana v grad preko v pobočje ščitnega zidu vkopanega vodnjaka. Bil je povezan s predorom na globini približno štirih metrov v jarek izven obzidja.
Najdbe fragmentov zgodnje gotskih obokov ter gotskega okna so pokazale, da je imel grad kapelo. Do takrat je bil edini dokaz omemba iz leta 1471, testament Ruprechta iz Pfalza, nadškofa v Kölnu. Nemogoče je natančno ugotoviti kje je bila kapela, vendar se domneva, da je bila v prvem nadstropju palas, kjer Merianova gravura kaže majhen obok okna na Renski strani objekta. [3]
Poleg tega še vedno obstoji topniška ploščad na jugozahodni strani in bastijon na severovzhodu.

### Danes
Grad je danes rekonstrukcija 20. stoletja, ki v glavnem temelji na rezultatih izkopavanj in gravure Matthäusa Meriana iz leta 1646. Načrti obnove so večinoma delo Ernsta Stahla, ki je tesno sledil Merianu. Na primer, skoraj pravokotna oblika gradu, ki meri približno 55 s 24 m, prikazuje tipično postavitev in jasno delitev gradu iz obdobja Hohenstaufen. Velikost sodobnih zgradb se približuje tistim prvotnega gradu, najstarejši deli so temelji bivalnega stolpa, deli kleti pod palasom in deli obzidja.
Ker se grad uporablja kot hostel, ni na voljo za obiske, vendar pa je dvorišče dostopno javnosti in ponuja lep razgled na Ren, ker je na tej strani je le nizek parapet.

#### Palacij
Palacij (stanovanjska stavba) je visok dve nadstropji, zgrajen iz zdrobljenega kamna, obložen z renskim Schwemmstein (tradicionalni umetni materiali iz posušenih kamenčkov in apna, podobno kot beton) in stoji na vzhodnem koncu dvorišča, nad dolino Rena, preko obokane kleti, ki jo Ernst Stahl datira v čas Konrada Hohenstaufena. Ima streho pokrito s skodlami. Meji na jugozahodni strani na tako imenovano stavbo kuhinje, s fachwerk prvim nadstropjem, ki je danes rezidenca menedžerjev hostla.
Na dvoriščni strani tabla iz rdečega peščenjaka spominja na obnovo vojvode Karla Ludvika. Napis se glasi:
CARL LVDWIG PFALTZGRAF CHVRFÜRST ERNEVERT MICH ANNO 1666 (Karl Ludvik, grof palatinski [in] volilni knez, me je predelal v letu 1666)
Od številnih podrobnosti, ki jih je Stahl predvidel vključiti v obnovo gradu, obstajajo danes samo okna in lestenci v veliki dvorani. 11 oken v dvorani, izdelanih iz vitrajev, delo düsseldorfskega mojstra Richarda Gassena, prikazuje najpomembnejše dogodke v zgodovini gradu in grbe ljudi ali institucij v pokrajini Porenje v 1920-ih. So uokvirjena v različico bazalta, ki ga je mogoče videti le od zunaj. Soba ima hrastova tla in sprejme približno 100 ljudi.

#### Bergfried
Čeprav dokazila vodijo do zaključka, da je bil grad zgrajen najkasneje v 12. stoletju, arheološke raziskave niso mogle predložiti dokaza. Stahl je verjel, kljub temu, da je treba ohranjene temelje bergfrida, datirati v 12. stoletje. Ohrani je okrogli stolp premera 7,5 m, ki stoji na živi skali v centru notranjega dvorišča. Ima stene debeline 2 metra in zaključen s 16 m visoko stožčasto streho. Zgornje nadstropje, visoko 4 m, je bilo dodamo kasneje, kar je razvidno iz različnih barv kamna.

#### Obzidje in glavni vhod
Grad se je branil z visokim pobočjem na zahodu s ščitnim zidom, ki je bil utrjen z 2,6 m debelim zidom. V notranjosti so stopnice, ki pa ne dosežejo pokritega obrambnega hodnika na vrhu zidu. Uporabljajo se za dosego zgornjih nadstropjih stolpa iz 1930-ih. Nekatere od visokih, ozkih topovskih strelnic so se dale zapreti na dnu in so opremljene z lesenim ogrodjem, ki je absorbiral udar zgodnjega strelnega orožja. Njihova oblika kaže, da stena sega v prvo polovico 14. stoletja. Na vrhu se bočijo na obeh straneh mnogokotni stolpiči, ki nadomeščajo prejšnja dva okrogla stolpa.
Pod ščitnim zidom je jarek vsekan v skalo. Odsek, ki meri 18 krat 13 metrov je ločen in napolnjen z vodo, kot dodatna cisterna. Kamniti most vodi čez jarek do glavnega vhoda. prehod je varovan s strelnim stolpičem in vodi do podolgovatega cvingerja.

#### Drugi objekti
Nekdanjih fantovski dom se zdaj imenuje dolga hiša. Ima pritličje iz zdrobljenega kamna in predalčno leseno prvo nadstropje. Streha iz skrilavca je mansardna na dvoriščni strani z ukrivljeno preslico.
Kar je zdaj znano kot stolp in je bil nekdaj dekliški dom, stoji pred ščitnim zidom. Spominja v detajlih na dolgo hišo.
Obzidana ploščad izrezana iz skale malo nad gradom na jugozahodu je po-srednjeveško mesto za topništvo, katerega cilj je bilo pobočje, ki je bilo pomembno za del obrambe gradu po uvedbi smodnika. Iz gravure Matthäusa Meriana je razvidno, da je obstajal že leta 1646.

## Galerija
- Pogled na grad čez Ren
- Grad in Bacharach in razvaline Wernerjeve kapele spodaj
- Hostli na dvorišču, april 1932
- Obnovljeno kužno znamenje, po naročilu vojvode Karla I. Ludvika, pfalškega volilnega kneza iz 1666
- Razvaline gradu nad Bacharachom, Rudolf Bodmer, okoli 1830
- Stopnišče znotraj obzidja
- Grbi v vitrajih velike dvorane